# Нейпелс (Іллінойс)
Нейпелс (англ. Naples) — місто (англ. town) в США, в окрузі Скотт штату Іллінойс. Населення — 100 осіб (2020).

## Географія
Нейпелс розташований за координатами 39°45′12″ пн. ш. 90°36′25″ зх. д. / 39.75333° пн. ш. 90.60694° зх. д. (39.753456, -90.606908).  За даними Бюро перепису населення США в 2010 році місто мало площу 1,57 км², уся площа — суходіл.

## Демографія
Згідно з переписом 2010 року, у місті мешкало 130 осіб у 49 домогосподарствах у складі 37 родин. Густота населення становила 83 особи/км².  Було 69 помешкань (44/км²).
Расовий склад населення:
| - 96,2 % — білих - 3,1 % — азіатів |

До двох чи більше рас належало 0,8 %. Частка іспаномовних становила 7,7 % від усіх жителів.
За віковим діапазоном населення розподілялося таким чином: 23,8 % — особи молодші 18 років, 64,7 % — особи у віці 18—64 років, 11,5 % — особи у віці 65 років та старші. Медіана віку мешканця становила 41,5 року. На 100 осіб жіночої статі у місті припадало 116,7 чоловіків;  на 100 жінок у віці від 18 років та старших — 110,6 чоловіків також старших 18 років.
Середній дохід на одне домашнє господарство  становив 39 622 долари США (медіана — 41 250), а середній дохід на одну сім'ю — 48 892 долари (медіана — 50 417). За межею бідності перебувало 8,3 % осіб, у тому числі 0,0 % дітей у віці до 18 років та 0,0 % осіб у віці 65 років та старших.
Цивільне працевлаштоване населення становило 21 осіб. Основні галузі зайнятості: роздрібна торгівля — 23,8 %, освіта, охорона здоров'я та соціальна допомога — 23,8 %, публічна адміністрація — 19,0 %, виробництво — 19,0 %.